# Premi Platino a la millor interpretació masculina de repartiment en minisèrie o telesèrie
El Premi Platino a la millor interpretació masculina de reparto en minisèrie o teleserie és un dels premis al mèrit atorgats per Entitat de Gestió de Drets dels Productors Audiovisuals i Federació Iberoamericana de Productors Cinematogràfics i Audiovisuals. La categoria va ser presentada per primera vegada en la VII edició dels Premis Platino el 2020.
Poden optar a aquest premi tots els actors iberoamericanes que participin amb papers de repartiment en les Minisèries o Telesèries de Ficció que optin als Premis i que apareguin en els títols de crèdit.
Cadascun d'aquests premis serà atorgat de manera individual a una única persona per categoria, no podent, en cap cas, presentar-se candidatures conjuntes.

## Guanyadors i finalistes
Indica la pel·lícula guanyadora en cada edició.

### 2020s
| Edició                               | Actor               | Minisèrie o telesèrie   | Paper                                     | Ref.  |
| ------------------------------------ | ------------------- | ----------------------- | ----------------------------------------- | ----- |
| 2020 VII edició dels Premis Platino  | Gerardo Romano      | El marginal             | Director Sergio Antín                     | [ 2 ] |
| 2020 VII edició dels Premis Platino  | Gustavo Garzón      | Monzón                  | Roberto De Luca                           |       |
| 2020 VII edició dels Premis Platino  | Juan Pablo Medina   | La Casa de las Flores   | Pablo Olvera                              |       |
| 2020 VII edició dels Premis Platino  | Christian Tappan    | Distrito salvaje        | Apache                                    |       |
| 2021 VIII edició dels Premis Platino | Christian Tappan    | El robo del siglo       | Jaime Molina "El Abogado"                 | [ 3 ] |
| 2021 VIII edició dels Premis Platino | Ernesto Alterio     | Alguien tiene que morir | Gregorio Falcón                           |       |
| 2021 VIII edició dels Premis Platino | Patrick Criado      | Antidisturbios          | Rubén Murillo                             |       |
| 2021 VIII edició dels Premis Platino | Rodrigo de la Serna | La casa de papel        | "Martín Berrote (Palermo / The Engineer)" |       |
| 2022 IX edició dels Premis Platino   | Joaquín Furriel     | El reino                | Rubén Osorio"                             | [ 4 ] |
| 2022 IX edició dels Premis Platino   | Alberto San Juan    | Reyes de la noche       | Cerdán                                    | [ 5 ] |
| 2022 IX edició dels Premis Platino   | Enric Auquer        | Vida perfecta           | Gari                                      | [ 5 ] |
| 2022 IX edició dels Premis Platino   | Karra Elejalde      | La Fortuna              | Enrique Moliner                           | [ 5 ] |